# Morris Inn at Notre Dame
El Morris Inn en Notre Dame es un hotel de estilo neogótico propiedad de la Universidad de Notre Dame y ubicado en el campus de Notre Dame, Indiana (en las afueras de South Bend, Indiana).
Se construyó con un legado de 1 millón de Ernest M. Morris, un alumno que asistió a Notre Dame a principios de siglo. Fue inaugurado en abril de 1952 con 92 habitaciones.
Cerró en octubre de 2012 y reabrió 10 meses después después de una renovación de $30 millones. La renovación incluyó la expansión a 150 habitaciones en un edificio de 138,000 pies cuadrados con un salón de baile de 300 asientos, centro de negocios, gimnasio y taberna. Tras su reapertura, la propiedad recibió una calificación de cuatro diamantes de AAA, el único hotel de Indiana al norte de Indianápolis que recibió esa calificación.
Es miembro de los Hoteles Históricos de América.
Si bien tiene una edad y una arquitectura comparables a algunos otros edificios históricos de ND, y se encuentra junto a algunos incluidos en la lista del Registro Nacional de Lugares Históricos para el campus principal y los cuadriláteros del sur de la Universidad de Notre Dame, no está incluido en ese distrito.